# 香港黃金海岸酒店

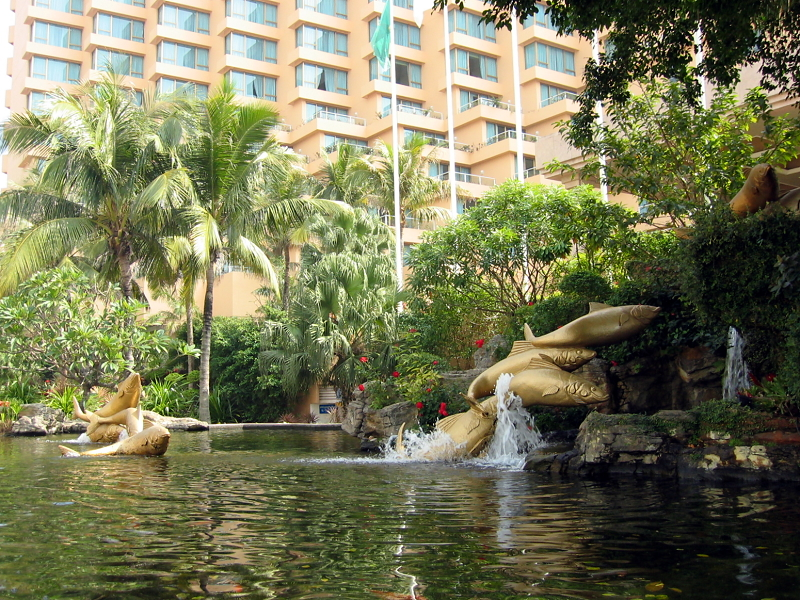
酒店入口噴水池

22°22′18″N 113°59′22″E / 22.3717°N 113.9895°E
香港黃金海岸酒店（英語：Hong Kong Gold Coast Hotel），位於香港新界屯門掃管笏青山公路-青山灣段1號，並於1993年落成是香港度假式豪華酒店及提供453間客房而包括10多間兒童主題客房，酒店設施包括宴會廳、戶外婚禮花園、戶外泳池連滑水梯、健身中心、鯊魚冒險島、5家餐廳及酒吧。
酒店毗鄰黃金泳灘、黃金海岸鄉村俱樂部·遊艇會及黃金海岸購物商場，背山環視南海，酒店距離屯門市中心、香港國際機場及香港各主要著名旅遊景點車程不多於半小時。

## 鄰近
- 香港黃金海岸屋苑
- 黃金海岸購物商場
- 黃金泳灘

## 外部鏈結
- 香港黃金海岸酒店 （页面存档备份，存于）